# キース・ヘリング
キース・ヘリング（英語: Keith Haring, 1958年5月4日 - 1990年2月16日）は、アメリカ合衆国の画家である。ペンシルベニア州レディング生まれ。
ストリートアートの先駆者とも呼べる画家で、1980年代アメリカの代表的芸術家として知られる。シンプルな線と色とで構成された彼の絵は日本でも人気があり、キースの作品をプリントしたTシャツがユニクロやスポルディング等から販売されることもあって広く知られている。

## 経歴
1980年にニューヨークの地下鉄構内で使用されていない広告掲示板に黒い紙を張り、その上にチョークで絵を描くというサブウェイ・ドローイングと呼ばれる活動を始めた。そのシンプルな線でリズミカルに書かれた絵はニューヨークの通勤客の間で評判となり、キースの名が知られるようになった。
彼はロックバンドグレイトフル・デッドの熱心なファンであった（デッドヘッズ）。
ニューヨークの画商トニー・シャフラジの支持もあって、数回の個展を開催して世界的に知名度を上げる。その後、ニューヨークのマンハッタン、シドニー、メルボルン、リオデジャネイロ、アムステルダム、パリなどで壁画を製作するなど公共空間での活動を多く行なった。ベルリンでは、ベルリンの壁の有名なチャーリー検問所の壁に絵を描いている。
ジャン＝ミシェル・バスキアやアンディ・ウォーホルとも親交が深かった。
社会貢献活動を多く行い、AIDS撲滅活動や恵まれない子供たちへの活動で知られている。特にキース自身がHIV感染者だったこともあり、作品を通じてHIV感染を防ぐメッセージを出すなどし、AIDS撲滅活動に積極的に関わった。Act Against AIDS（AAA）の最初のポスターを描いた。
彼の生涯最後の作品は、イタリア・ピサ中央駅そばの教会の壁にかかれた「Tuttomondo」。
1990年2月にエイズによる合併症のため、31歳で死去。
2012年5月4日、キースの生誕54年を記念して、Googleのホームページのロゴが「キース・ヘリング」バージョンとなった。

## 私生活
恋人はフアン・デュボーズで、アンディ・ウォーホールによって二人の写真が撮影されたりもした。

## ギャラリー

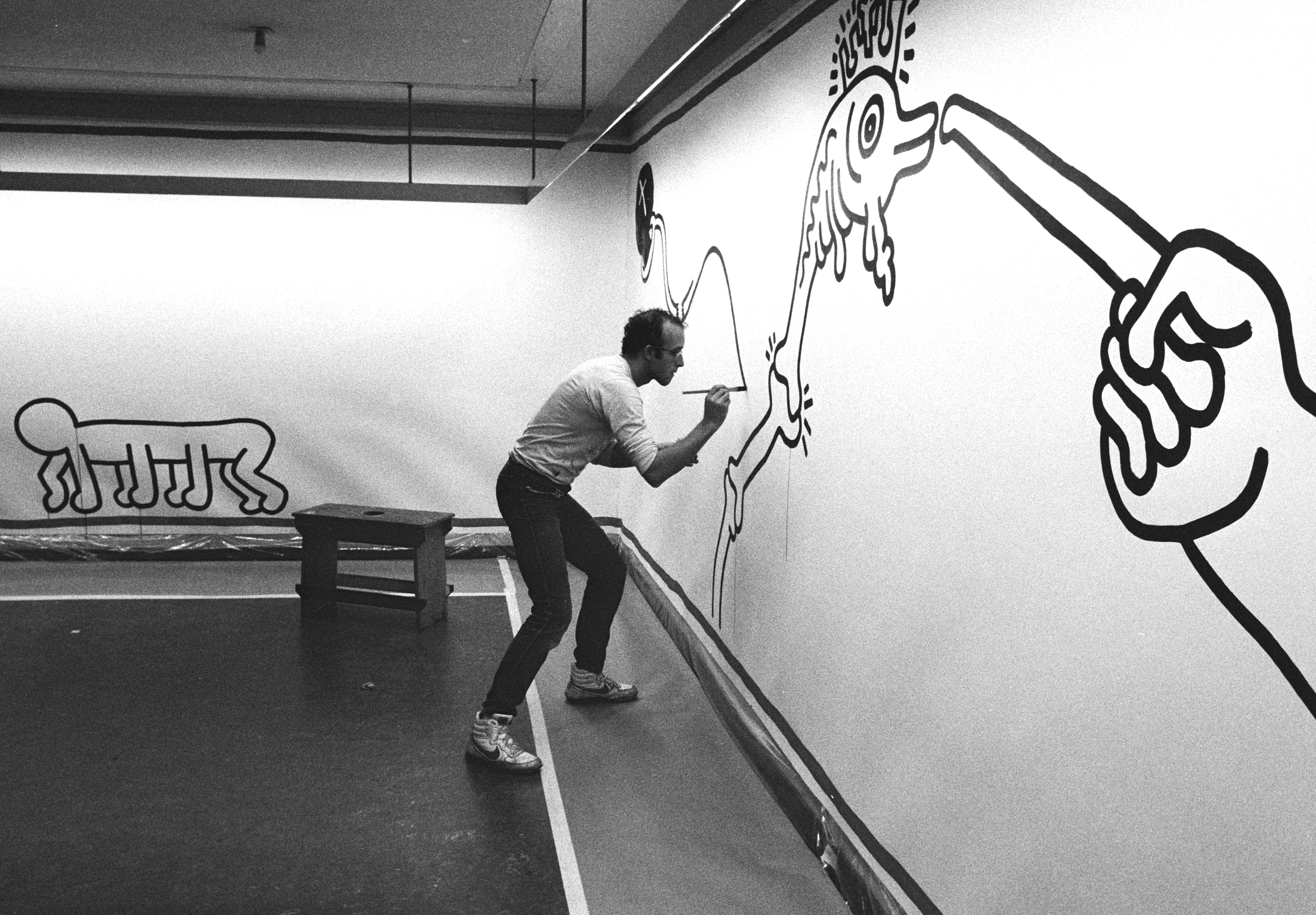
アムステルダム市立美術館で壁画を描くヘリング、1986年
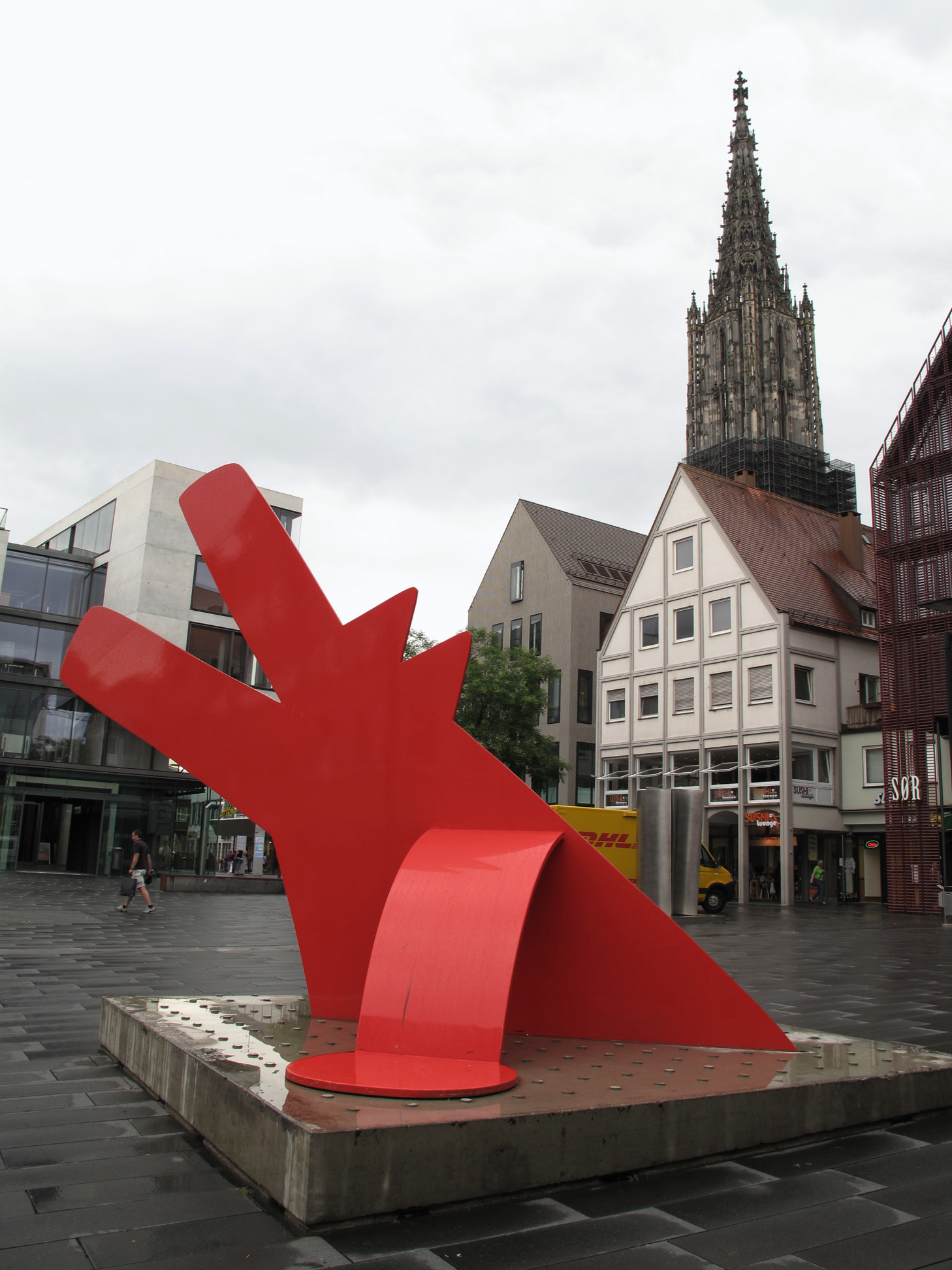
レッド・ドッグ（1985年）ドイツ・バーデン＝ヴュルテンベルク州ウルム
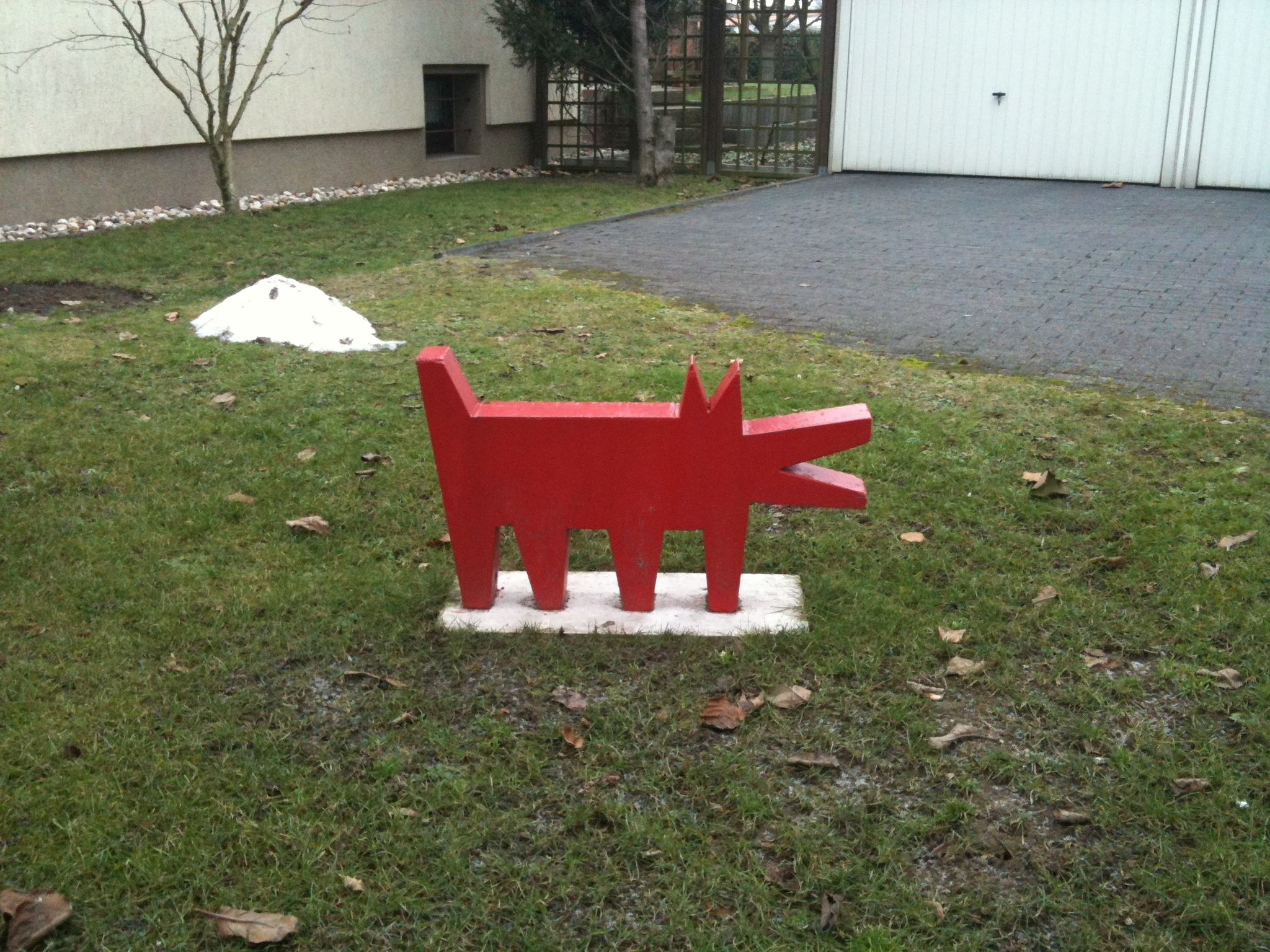
ヘリングによる彫刻作品、ドイツ・ドルトムント
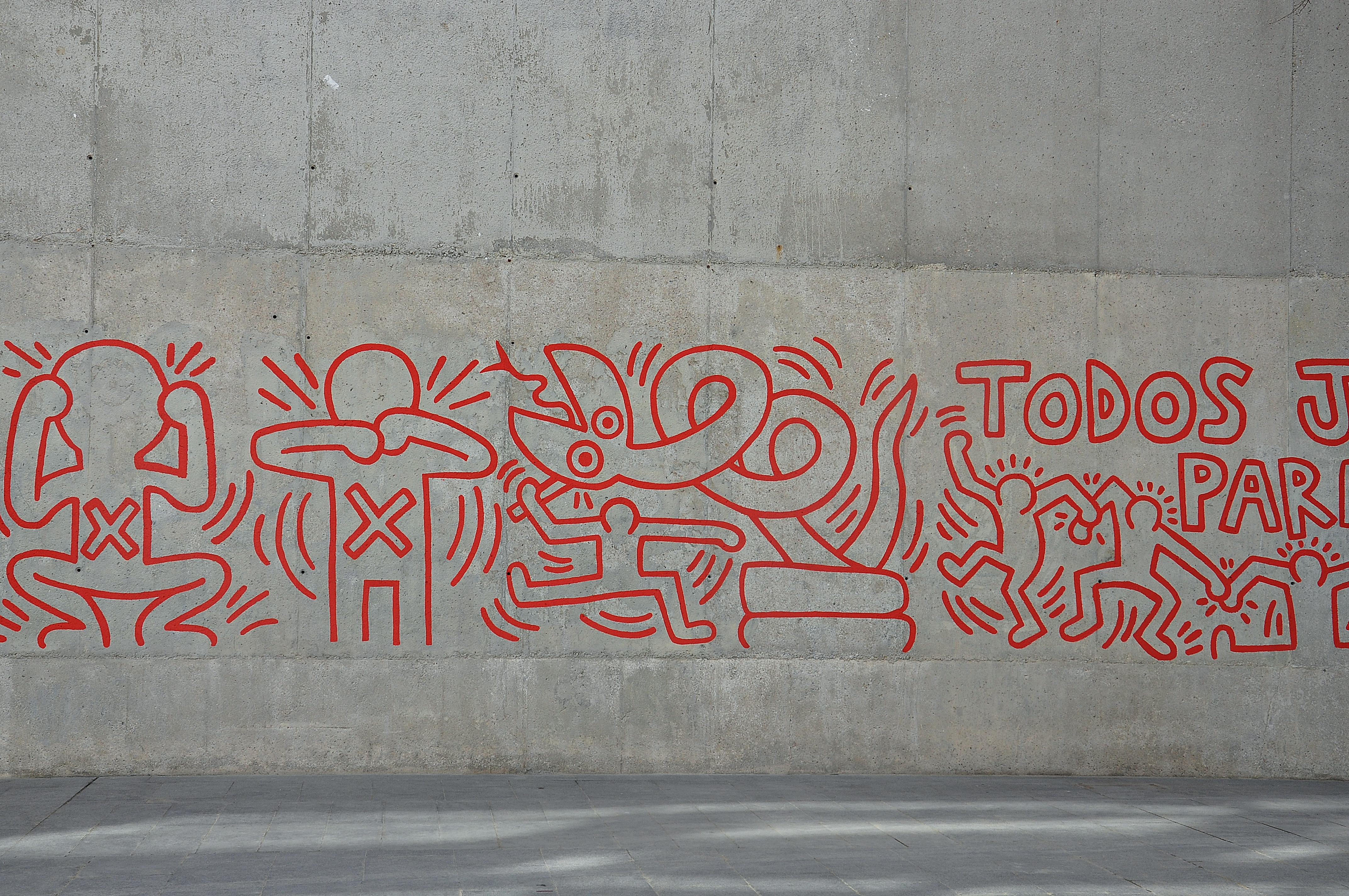
ヘリングの壁画、スペイン・バルセロナ
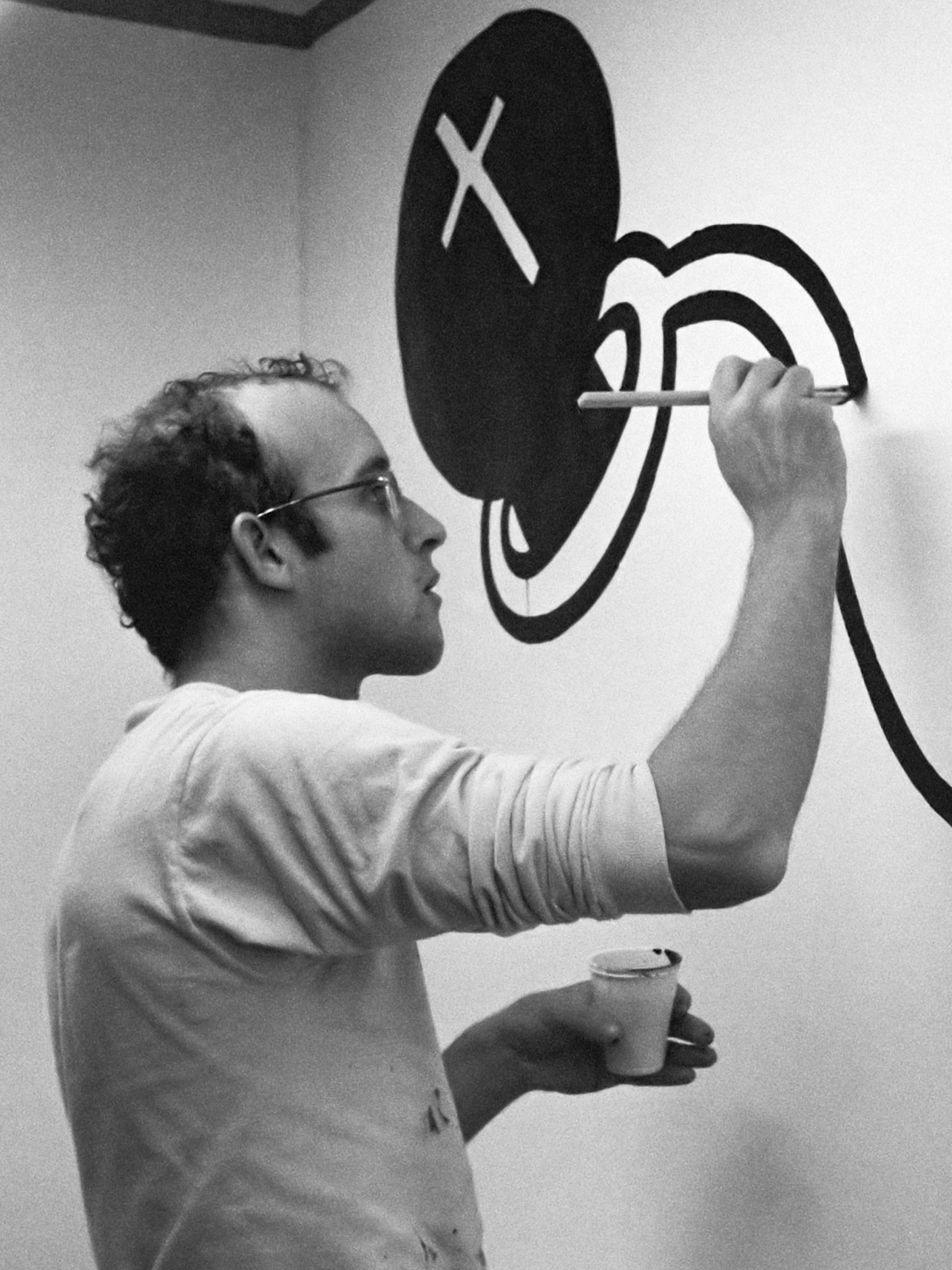
アムステルダム市立近代美術館で壁画を描くヘリング、1986年
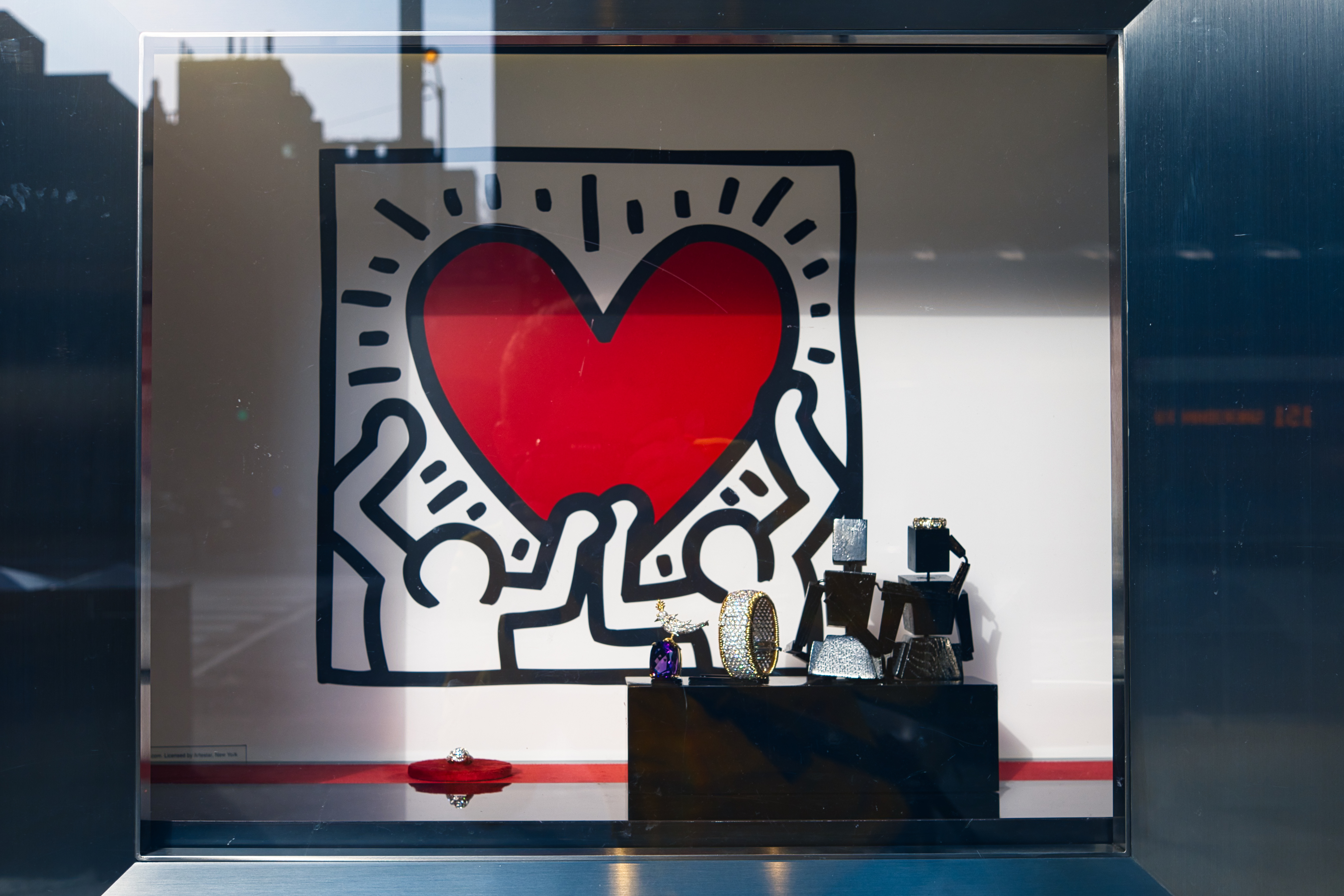
シカゴの大通りに展示されたへリングの作品、2022年

## 書籍
- 『キース・ヘリング地下鉄アート』ツェン・クワン・チー撮影、河出書房新社、1986年。ISBN 4309260810。（2012年現在絶版）